# Mega Mindy (album)
Mega Mindy is het eerste album van Mega Mindy.
Het album kwam uit in 2007. Het stond dertig weken in de Nederlandse Album top 100 en 48 in de Vlaamse Ultratop 50.

## Muziek, Tekst en Zang
De meeste liedjes zijn gecomponeerd en geschreven door Gert Verhulst, Hans Bourlon en Johan Vanden Eede. Behalve "opa" door Kurt Breugelmans en Miguel Wiels. Ook bij "Op reis" en "Hiep Hiep Hoera" hielp Kurt Breugelmans. De liedjes werden ingezongen door Free Souffriau. Bij "Smoorverliefd" werd het een duet samen met Louis Talpe. En Hanne Verstraeten zong mee in "Slaap zacht".

## Tracklist
| 1.                   | Ik ben Mega Mindy             | 3:43 |
| 2.                   | Mega Mindy tijd               | 3:13 |
| 3.                   | Toby Toby                     | 2:36 |
| 4.                   | Mega Mindy is verliefd        | 3:34 |
| 5.                   | Mijn geheim                   | 3:24 |
| 6.                   | Opa                           | 3:29 |
| 7.                   | Zonder dieven                 | 3:11 |
| 8.                   | Iedereen                      | 3:22 |
| 9.                   | Smoorverliefd (Duet met Toby) | 3:22 |
| 10.                  | Hiep Hiep Hoera               | 3:06 |
| 11.                  | Op reis                       | 3:11 |
| 12.                  | Slaap zacht                   | 2:59 |
| Totale duur: ± 39:00 |                               |      |